# Pilot 112 SE
Pilot 112 SE är en svensk lotsbåt som byggdes 2001 som Tjb 112 av Marine Alutech Oy Ab i Tykö i Finland för Sjöfartsverket i Norrköping. Tjb 112 stationerades vid Karlshamns lotsplats. År 2005 döptes båten om till Pilot 112 SE. 30 december 2009 flyttades båten till Oxelösunds lotsplats.